# Jus gentium

În dreptul internațional, jus gentium (în română dreptul națiunilor) face referire la drepturile unor străini privite în mod individual.
De asemenea, termenul mai poate face referire și la o anumită serie de infracțiuni ce pot fi considerate în mod universal ca fiind dăunătoare, indiferent de societatea în care sunt comise.
Aceste infracțiuni sunt adesea numite și infracțiuni internaționale, dat fiind că aduc atingere intereselor comune întregii umanități, cei ce le comit fiind considerați hostes humanis generis, inamici ai întregii umanități.